# TAKE BACK
「TAKE BACK」（テイク・バック）は、倖田來未の楽曲である。2000年12月6日にデビューシングルとして発売された。発売元はrhythm zone。

## 背景・制作
本作はデビューの1か月前にアメリカで「KODA」名義で先行発売されている。リリース当時のインタビューで倖田は「昔から音楽が好きだった。本能でオーディションとかに申し込んでました」「アイドルではなく、アーティストになりたい。顔とか関係なしに、歌さえ聴いてくれたらうれしい」と語っていた。その経緯として、元々日本で使用される予定だったプロモーション曲であったものを、米国で有名なDJにアレンジをしてもらったところ、出来栄えが良かったため、売り出してみようという話になったと言い、倖田はこの当時を振り返り「今まで洋楽にも縁がなかったし、英語もあまり分からなかったので、まさか、全米で先行デビューさせて貰えるなんて本当に想像も出来ない事だった。」と語っている。その後は、『ビルボード』誌のダンス部門ランキングで初登場20位を獲得したものの、日本ではオリコンチャート最高59位とヒットには至らなかった。
当時はまだ高校に在学していたため、のちにトレードマーク的になった金髪ではなく、黒髪だった。
エイベックスの方針で、テレビ出演を一切しないという路線でのデビューとなった。理由は、一人の歌手として育て上げるための作戦だったが、彼女自身はテレビ出演がしたかったらしく、歌手になるという彼女の夢を人一倍応援していた両親も残念な思いだったとのことである。
セールス面において、日本で成果を成し遂げられなかったが、当時の12月度全国11ラジオ局のパワープレイでチャートを獲得。オリコン・パワープレイ部門で1位を記録している。
また、当時のビルボード誌アジア支局長のスティーブ・マックルーアによると「言語の問題もあって、日本人がチャートインすることは大変なことです」と語っており、マドンナなどを担当するジョナサン・ピータース、ジュニア・バスケスといった超有名ミキサーがリミックスを手掛けたのも後押しとなっていたという。
ミュージック・ビデオの撮影は10月2日、CDジャケット・アートワークの撮影は10月4日において、それぞれ即行された。
カップリング曲の「Your Song」は、自身の母へ向けて書き下ろしたという。

## 収録曲
（全作詞：Kumi Koda）

### 通常盤
1. TAKE BACK "Original mix" [4:57]
作曲：Kazuhito Kikuchi
編曲：h-wonder
2. Your Song "Original mix" [5:21]
作曲：KAIDO
編曲：h-wonder
3. TAKE BACK "Tricky Stewart Remix" [4:38]
4. TAKE BACK "Daylight Remix" [4:28]
5. TAKE BACK "Instrumental" [4:56]
6. Your Song "Instrumental" [5:20]

### アメリカ盤CD
本作の収録曲が全て英詞バージョン。
1. TAKE BACK (Jonathan Peters' Radio Mix) [3:31]
Remix Produced by Jonathan Peters & Tony Coluccio for Jonathan Peters Enterprises
Mixed by Hyan West
1枚のオリジナルアルバム『affection』初回盤にボーナストラックとして収録されている。
リミックスアルバム『KODA KUMI DRIVING HIT'S』の収録曲「TAKE BACK (Sunset In Ibiza Remix)」が本ヴァージョンに似たアレンジになっている。
2. TAKE BACK (Hex Hector Main Radio Mix) [3:40]
Remix Produced by Hex Hector for Ground Control Productions
Keyboards & Programming by Dezrok
3. TAKE BACK (Junior's Radio Mix) [3:41]
Remix Produced by Junior Vasquez for Junior Vasquez Music
4. TAKE BACK (C. "Tricky" Stewart Remix) [4:21]
Remix Produced by C. "Tricky" Stewart for Red Zone Entertainment
Recorded & Mixed by Brian "B-Luv" Thomas
5. TAKE BACK (Hex Hector Main Club Mix) [9:25]
6. TAKE BACK (Junior's Pop Club Anthem) [7:06]
7. TAKE BACK (Jonathan Peters' Club Mix) [6:29]
8. TAKE BACK (Junior's Dub Anthem) [7:06]
9. TAKE BACK (Jonathan Peters' Sound Factory Dub) [10:26]
10. TAKE BACK (Hex Hector Dub) [7:49]

## タイアップ
- カネボウ『肌美精』CMソング (#1)

## 楽曲の収録アルバム
- TAKE BACK
  - 『affection』
  - 『BEST 〜first things〜』
  - 『BEST 〜2000-2020〜』
- Your Song
  - 『affection』
  - 『BEST 〜BOUNCE & LOVERS〜』

## 収録ライブ映像
- TAKE BACK
  - 『secret 〜FIRST CLASS LIMITED LIVE〜』
  - 『LIVE TOUR 2005 〜first things〜 deluxe edition』
    - 『BEST 〜second session〜』(LIMITED EDITIONのみ付属)

  - 『KODA KUMI LIVE TOUR 2007 〜Black Cherry〜 SPECIAL FINAL in TOKYO DOME』
  - 『KODA KUMI SPECIAL LIVE “Dirty Ballroom” 〜One Night Show〜』(TRICK)(リミックスバージョン)
  - 『KODA KUMI 2009 TAIWAN』(リミックスバージョン)
  - 『KODA KUMI 10th Anniversary 〜FANTASIA〜 in TOKYO DOME』
  - 『KODA KUMI Premium Night 〜Love & Songs〜』
  - 『Koda Kumi Hall Tour 2014 〜Bon Voyage〜』(メドレー)
  - 『Koda Kumi 15th Anniversary First Class 2nd LIMITED LIVE at STUDIO COAST』(WALK OF MY LIFE、ファンクラブ限定盤)
  - 『KODA KUMI 15th Anniversary LIVE The Artist』(メドレー)
  - 『KODA KUMI LIVE TOUR 2016 〜Best Single Collection〜』(メドレー)
  - 『KODA KUMI 20th ANNIVERSARY TOUR 2020 MY NAME IS...』
- Your Song
  - 『KODA KUMI PREMIUM LIMITED LIVE IN HALL IN YOKOHAMA ARENA』(Kingdom)
  - 『KODA KUMI LIVE TOUR 2009 〜TRICK〜』